# Maultier

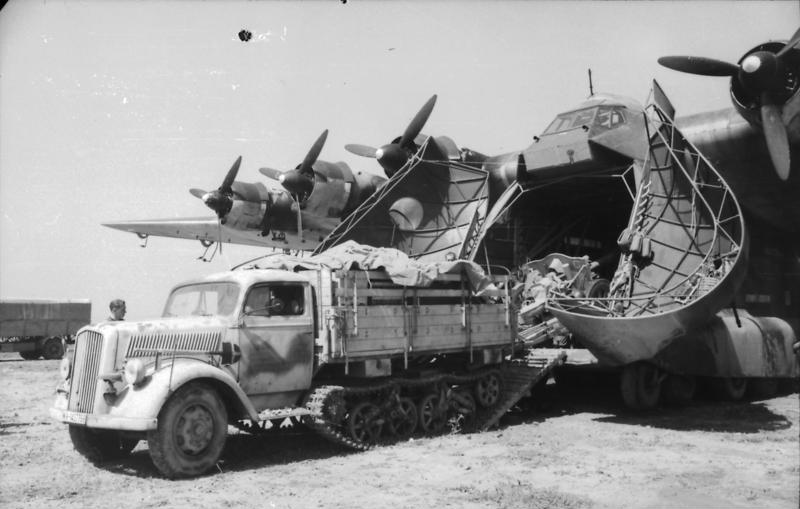
Sd.Kfz. 3 Maultier

Maultier (česky mula) byl německý kolopásový transportér používaný za druhé světové války. Byl vyvinut v roce 1941 po německé invazi do SSSR, kdy se ukázalo, že německá nákladní vozidla se špatně potýkají s přepravou nákladu na rozbahněných a zledovatělých sovětských cestách a silnicích.
Pro potřeby Wehrmachtu bylo proto vyvinuto speciální motorové vozidlo Sd.Kfz. 3 Maultier v podobě kolopásového transportéru s vyšší průchodností terénem založené na podvozku, motoru a kabině nejpoužívanějšího nákladního vozu Wehrmachtu Opel Blitz.
Na základech Sd.Kfz. 3 byl posléze vyvinut obrněný kolopásový transportér Sd.Kfz. 4.